# Mistrovství světa v házené žen o 11 hráčích 1960
3. mistrovství světa  v házené žen o jedenácti hráčích proběhlo ve dnech 12. – 19. června v Nizozemsku.
Mistrovství se zúčastnilo šest týmů, rozdělených do dvou tříčlenných skupin, z nichž první dva postoupily do play off, kde se hrálo o medaile. Týmy, které skončily ve skupině na třetím místě, hrály o páté místo. Reprezentace Německa byla složena z hráčů NDR a SRN. Mistrem světa se stal podruhé tým Rumunska. Pro stále klesající zájem o účast bylo rozhodnuto, že se mistrovství světa žen o jedenácti hráčích v budoucnu již nebude pořádat.

## Výsledky a tabulky

### Skupina A
|    |          | ROM | AUT | DEN | V | R | P | Skóre | B |
| 1. | Rumunsko | *** | 6:2 | 6:1 | 2 | 0 | 0 | 12:3  | 4 |
| 2. | Rakousko | 2:6 | *** | 4:4 | 0 | 1 | 1 | 6:10  | 1 |
| 3. | Dánsko   | 1:6 | 4:4 | *** | 0 | 1 | 1 | 5:10  | 0 |

 Rumunsko -  Rakousko 6:2 (3:0)
12. června 1960 - Den Haag
 Rakousko -  Dánsko 4:4 (3:3)
14. června 1960 - Eindhoven
 Rumunsko -  Dánsko 6:1
16. června 1960 - Assen

### Skupina B
|    |            | GER | NED | POL | V | R | P | Skóre | B |
| 1. | Německo    | *** | 6:3 | 7:4 | 2 | 0 | 0 | 13:7  | 4 |
| 2. | Nizozemsko | 3:6 | *** | 5:2 | 1 | 0 | 1 | 8:8   | 2 |
| 3. | Polsko     | 4:7 | 2:5 | *** | 0 | 0 | 2 | 6:12  | 0 |

 Německo -  Nizozemsko 6:3 (4:2)
12. června 1960 - Den Haag
 Nizozemsko -  Polsko 5:2 (4:1)
14. června 1960 - Utrecht
 Německo -  Polsko 7:4
16. června 1960 

### Semifinále
Rakousko –  Německo 				3:2 (1:0)
17. června 1960 - Arnheim
 Rumunsko –  Nizozemsko				9:4 (4:1)
17. června 1960 - Hengelo

### Finále
Rumunsko -  Rakousko			10:2 (7:0)
19. června 1960 - Amsterdam

### O 3. místo
Německo -  Nizozemsko 3:1 (3:1)
19. června 1960 - Amsterdam

### O 5. místo
Dánsko -  Polsko 				6:3

## Konečné pořadí
| 3. | Mistrovství světa | Z | V | R | P | Skóre | B |
| -- | ----------------- | - | - | - | - | ----- | - |
| 1. | Rumunsko          | 4 | 4 | 0 | 0 | 31:9  | 8 |
| 2. | Rakousko          | 4 | 1 | 1 | 2 | 11:22 | 3 |
| 3. | Německo           | 4 | 3 | 0 | 1 | 18:11 | 6 |
| 4. | Nizozemsko        | 4 | 1 | 0 | 3 | 13:20 | 2 |
| 5. | Dánsko            | 3 | 1 | 1 | 1 | 11:13 | 3 |
| 6. | Polsko            | 3 | 0 | 0 | 3 | 9:18  | 0 |

## Soupisky[1]
1.  Rumunsko
| - Aurora Bran-Popescu - Carolina Cirligeanu-Raceanu - Maria Constantinescu - Lucia Dobre - Victoria Dumitrescu | - Irina Günther-Kün - Elena Jianu - Irina Nagy - Aurora Niculescu - Elena Padureanu | - Elena Rosu - Ana Starck - Iosefina Stefanescu-Ugron - Aurelia Szökö-Salageanu - Antoaneta Vasile |

2.  Rakousko
| - Waltraude Broz - Wilhelmine Fitzner - Felicitas Hlavacs - Helene Hoffer - Martha Hudler | - Grete Kunstel - Erika Mezek - Hilda Migschitz - Ady Ohrner - Frieda Rychetzky | - Gertrude Stepan - Viktoria Swarofsky - Rita Tiller - Erika Tomasek - Erika Wilfert |

3.  Německo (Společné německé družstvo)
| - Lydia Bauer - Ursula Burmeister - Gisela Danielczyk - Irmgard Gehring - Waltraut Kühl-Holland - Gisela Lampe | - Ingrid Lemke - Martina Maudrich - Anneliese Meissner - Ingeborg Schanding - Eva Schulz | - Edith Sonnemann-Wendrich - Margot Urban - Hannelore Vetter - Brigitte Wacker - Christa Warns |